# Oxyuranus microlepidotus
Oxyuranus microlepidotus is een slang die behoort tot de familie koraalslangachtigen (Elapidae).

## Naam en indeling
De wetenschappelijke naam van de soort werd voor het eerst voorgesteld door Frederick McCoy in 1879. Oorspronkelijk werd de wetenschappelijke naam Diemenia microlepidota gebruikt en later werd de soort aan het geslacht Pseudechis toegekend.

## Uiterlijke kenmerken
De slang bereikt een lichaamslengte tot maximaal twee meter. De kop is duidelijk te onderscheiden van het lichaam door de aanwezigheid van een insnoering. De ogen hebben een donkere, bruine iris. De slang heeft 23 rijen gladde schubben in de lengte op het midden van het lichaam. De lichaamskleur is lichtbruin tot geelbruin in de zomer maar donkerder tot bijna zwart in de wintermaanden.

## Levenswijze
Deze soort voedt zich voornamelijk met knaagdieren, voornamelijk de rattensoort Rattus villosissimus. Als deze veel voorkomt kan ook de populatiedichtheid van Oxyuranus microlepidotus exploderen.
Oxyuranus microlepidotus is waarschijnlijk de giftigste landbewonende slang op Aarde, afgaande op de werking van het gif op muizen. De slang is echter relatief schuw, en zal een confrontatie met de mens in de regel proberen te vermijden. Daarom is deze slang ook minder gevaarlijk dan de zwarte mamba, die ook tot de giftigste slangen ter wereld behoort en veel agressiever en sneller is.

## Verspreiding en habitat
De slang komt endemisch voor in Australië en leeft hier in de deelstaten New South Wales, Queensland, Victoria en Zuid-Australië. Deze soort kan ook worden gevonden ten noorden van Eyremeer en ten westen van de splitsing van de rivieren Murray, Darling en Murrumbidgee. De habitat bestaat uit verschillende typen draslanden.

## Beschermingsstatus
Door de internationale natuurbeschermingsorganisatie IUCN is de beschermingsstatus 'veilig' toegewezen (Least Concern of LC).